# شرفة (أسنان)

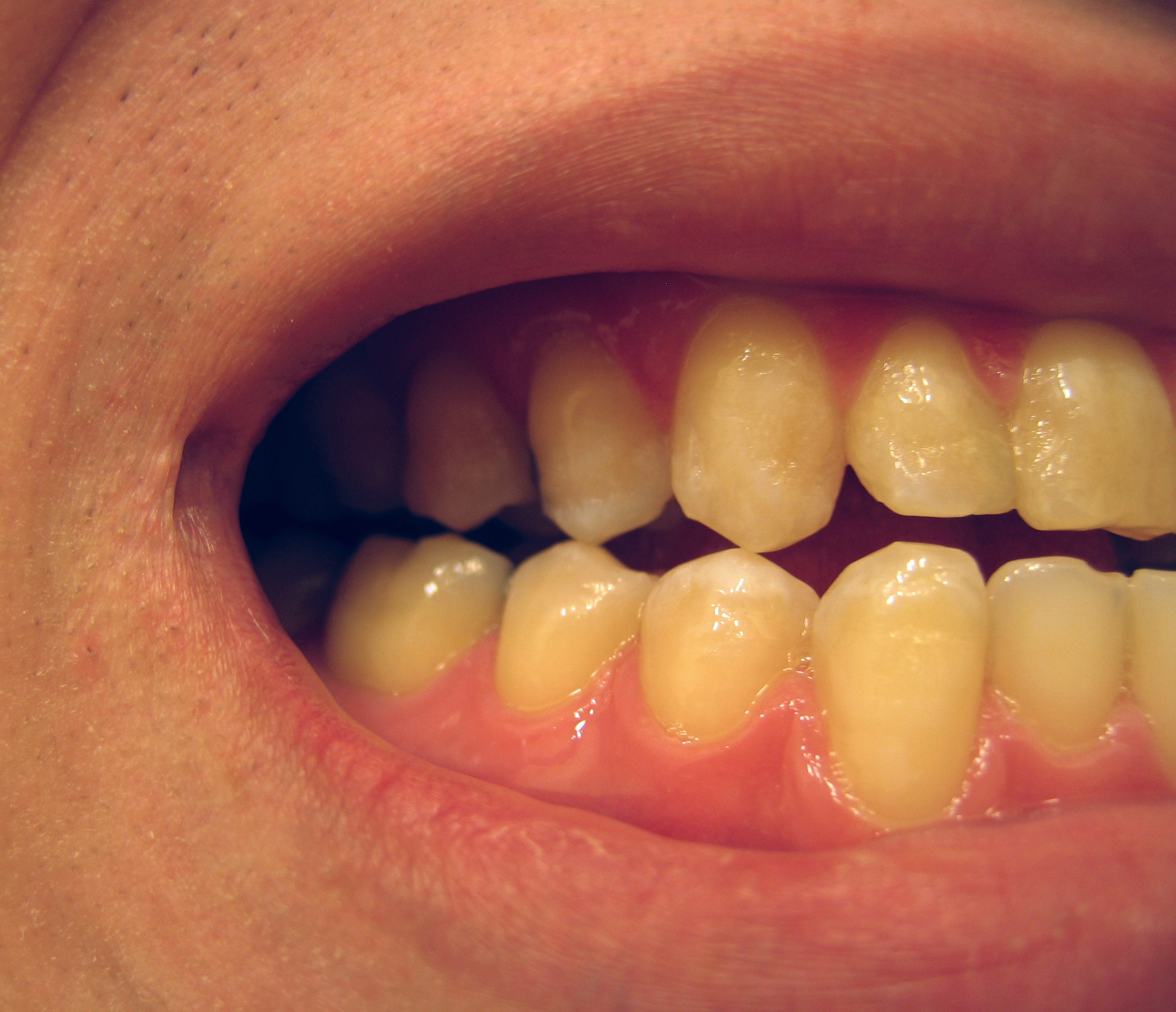
أسنان الجانب الأيمن من الفم، ويظهر تلامس أسنان الفكين لدى أطراف شرفاتها.

الشرفة أو الحَدَبَة (بالإنجليزية: Cusp)‏ هي نتوء إطباقيّ أو قاطعيّ على السن، وهي مسؤولة -ضمن تراكيب السن الأخرى- عن وظيفتي الإطباق والعض.
يوجد في كل من الأنياب شرفة واحدة، أما الضواحك فلكل منها شرفتان. عادة ما تملك الأضراس على أربع أو خمس شرفات. في بعض التجمعات السكانية، توجد شرفة خامسة فوق الشرفة اللسانية الإنسية من أضراس الفك العلوي وخاصة الضرس الأول، تعرف هذه الشرفة بشرفة كارابلي أو حدبة كارابللي (Cusp of Carabelli).